# Brněnské Ivanovice
Brněnské Ivanovice (v místním nářečí Nenovice, německy Nennowitz) jsou městská čtvrť na jihovýchodě statutárního města Brna. Její katastrální území má rozlohu 4,17 km². Původně samostatná obec byla k Brnu připojena v roce 1919, od 24. listopadu 1990 je součástí samosprávné městské části Brno-Tuřany. Žije zde přibližně 1500 obyvatel.
Rozkládají se na severozápadě městské části. Brněnské Ivanovice si zachovaly vesnický charakter a svojí zástavbou jsou téměř úplně propojeny se zástavbou sousedních Tuřan, s nimiž v podstatě tvoří jeden velký urbanistický celek. V roce 1995 byla vyhlášena vesnická památková zóna, která zahrnuje jádro vsi (Ivanovické náměstí).

## Sousedící katastrální území
Brněnské Ivanovice hraničí na západě s Dolními Heršpicemi, Horními Heršpicemi a Komárovem; na severu s Černovicemi; na východě s Tuřanami; a na jihu s Holáskami.

## Příroda
V katastru Brněnských Ivanovic se nachází celé území přírodní památky Rájecká tůň, celá přírodní rezervace Černovický hájek a nejsevernější část přírodní památky Holásecká jezera.

## Název
Vesnice se původně jmenovala Velenovice (doklad z roku 1220). Zprvu šlo vlastně o pojmenování jejích obyvatel, Velenovici, bylo odvozeno od osobního jména Velen a znamenalo "Velenovi lidé". Už ze 13. století jsou doloženy hláskové obměny tohoto jména, Lvenovice (vzniklé zkrácením z nedoloženého Levenovice) a Lenovice. Zjednodušením počáteční hláskové skupiny Lv- vzniklé Lenovice či (nedoložené)  Venovice bylo dále upraveno (asimilací souhlásek) na Nenovice, které jako lidové přežilo až do současnosti a bylo přejato i do němčiny (Nenowitz). Další (písemně doloženou) variantou, která se vyvinula z Lvenovice, bylo Elvanovice (zápis z 1529), z něhož se přichýlením k osobnímu jménu Ejvan (variantě jména Ivan) vyvinulo Ejvanovice, respektive s nářečním předsunutým V- (typ voko < oko) v dokladech (poprvé 1577) zaznamenané Vejvanovice, které bylo koncem 19. století upraveno do spisovné podoby Ivanovice. Přívlastek Brněnské získaly po připojení vesnice k Brnu roku 1919 pro odlišení od Ivanovic u Brna v sousedství Řečkovic u opačného, severního okraje Brna.

## Historický přehled

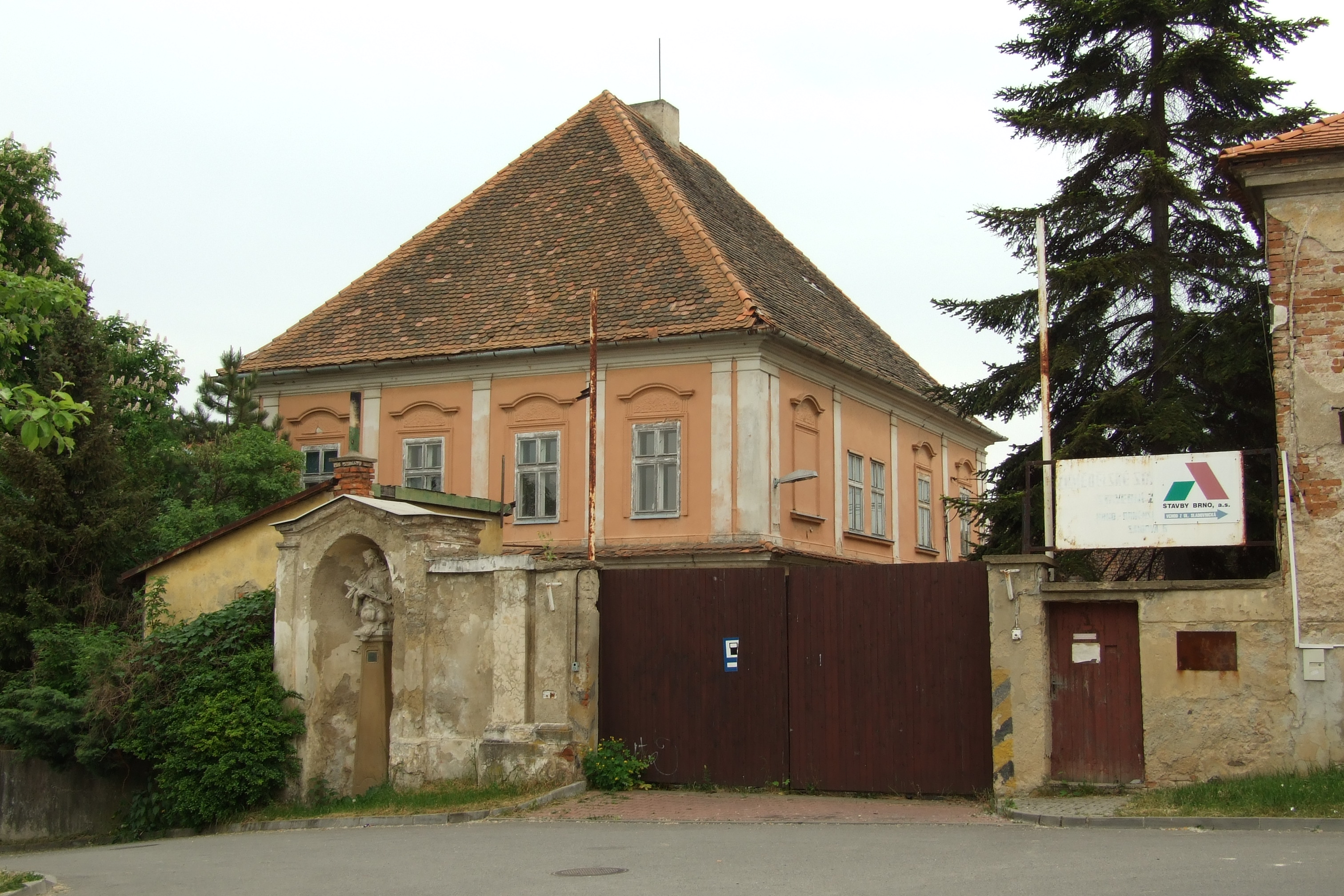
Hospodářská budova zámku v Brněnských Ivanovicích.

Od počátku 13. století byla obec v držení cisterciáckého kláštera na Velehradě. Zřejmě ve 14. století zde vznikla tvrz. V letech 1682–1686 byl ve vsi vybudován u panského dvora vrchnostenský zámek (jeho stavitelem byl Giovanni Pietro Tencalla), který sloužil jako rezidence velehradských opatů v blízkosti zemského hlavního města. Prokurátor velehradského kláštera (1725–1739) Engelbert Herrmann nechal k zámku v 30. letech 18. století přistavět soukromou kapli Panny Marie; v této době bylo významně přestavěno a rozšířeno i hospodářské zázemí zámku. Další kaple Panny Marie byla vybudována na nedalekém návrší – dnes ulice U lípy ("na blízkém pahorku východně nad vsí kapli s věží vystavil a v ní pro poutníky postavena socha Matky Boží, z Velehradu přinesená"). Tato poutní kaple Panny Marie byla kolem roku 1784 uzavřena, existuje však dodnes. Vedou k ní schody, po nichž kráčel Napoleon Bonaparte v předvečer bitvy u Slavkova 2. prosince 1805, když se seznamoval s okolím bojiště. Po zrušení velehradského kláštera v roce 1784 přešel klášterní majetek včetně nenovického statku do správy Náboženského fondu a následně do vlastnictví různých soukromých osob.

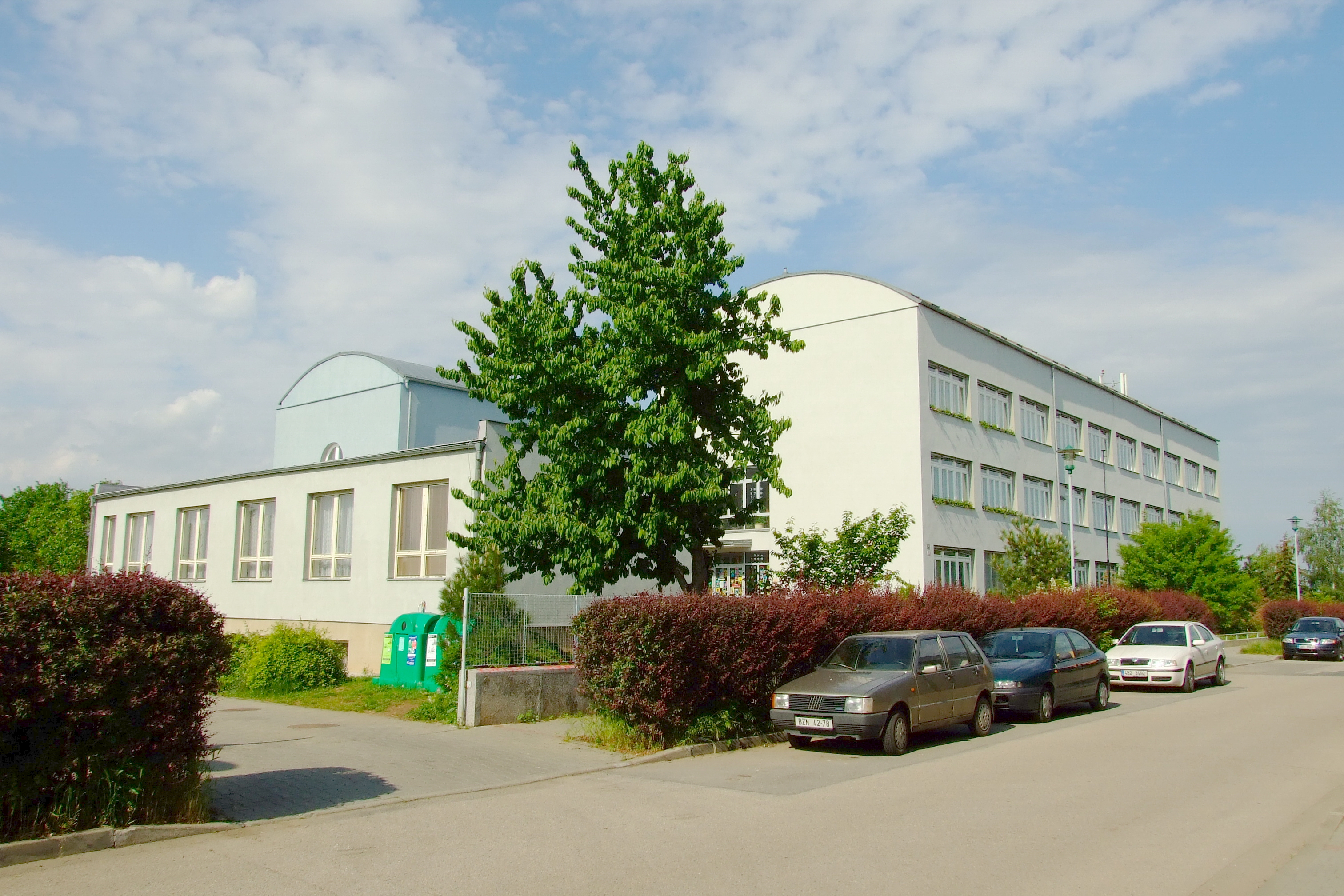
Brněnské Ivanovice – základní škola v Měšťanské ulici.

V roce 1750 byly téměř celé Nenovice zničeny požárem, z centrální části obce zůstaly ušetřeny jen zámek a sýpka, další ničivý požár postihl obec v roce 1813; stejně neblahé ovšem byly i události válečné, zejména již zmíněná bitva u Slavkova a s ní spojený pobyt francouzských vojsk.
Plně samostatnou obcí byly Brněnské Ivanovice od roku 1854 do 16. dubna 1919. Tehdejší katastrální hranice Brněnských Ivanovic (platné s minimálními změnami až do reambulace Brna, provedené na přelomu 60. a 70. let 20. století) však byly značně odlišné od současných. Na západě patřila k Brněnským Ivanovicím i nyní hornoheršpická oblast s Královkou, rozkládající se na pravém břehu Svitavy, dále nyní holásecké ulice Popelova, Widmannova, Pěnkinova, či nyní tuřanská ulice Tuřanská. Dále k Brněnským Ivanovicím patřil jižní okraj moderního katastru Černovic, jižní polovina slatinských Švédských valů, jakož i některé nyní slatinské zahrádky přiléhající z jihu ke Slatince, či značná oblast na severu moderního katastru Tuřan. Pro změnu k nim nepatřily tehdy komárovské pozemky na severozápadě dnešního katastru s ulicí Ráječek, dále sever katastru s Černovickým hájkem (tehdy součást Černovic), či některé domovní bloky na jihu čtvrti, náležející tehdy k Holáskám. Již před rokem 1918 došlo k téměř úplnému propojení zástavby Brněnských Ivanovic a sousedních Tuřan. V té době se v původně převážně německé obci začíná postupně prosazovat česká většina. Významným milníkem v dějinách Nenovic bylo připojení k Brnu, uskutečněné roku 1919. Dalším milníkem, který však byl významný i pro sousední obce, představovala stavba nové školy v Měšťanské ulici v letech 1938–1939; konstruktivistická budova byla realizována podle projektu Jana Poláška. Tato škola však tehdy náležela k sousedním Tuřanům.
Na památku osvobození v roce 1945 byla k výročí vzniku republiky 28. října v malém parčíku vymezeném ulicemi Glocova – Tuřanská – Zezulova vysazena Lípa svobody.
Jak již bylo řečeno výše, náležela menší část dnešních Brněnských Ivanovic původně k Holáskám, a tak byly tyto části moderní čtvrtě připojeny k Brnu až s připojením obce Holásky k 1. červenci 1960.

## Pamětihodnosti
- barokní zámek s hospodářským dvorem, vzniklý v letech 1682–1686 přestavbou starší tvrze. Sloužil jako správní sídlo a místní rezidence opatů cisterciáckého kláštera na Velehradě
- barokní sochy sv. Jana Nepomuckého a sv. Floriána
- kaple Panny Marie
- pomník padlým v 1. světové válce

## Doprava
Dopravní spojení Brněnských Ivanovic s ostatními částmi Brna zajišťuje Dopravní podnik města Brna prostřednictvím autobusových linek 40, 64, noční 95, a BDS-BUS prostřednictvím linek 48 a 74. Severní částí katastru Brněnských Ivanovic prochází dálnice D1, s níž však z území Brněnských Ivanovic neexistuje žádné přímé spojení. Severojižním směrem prochází Brněnskými Ivanovicemi také trasa železniční trati 300 Přerov – Brno, vybudovaná v letech 1867–1870, díky níž získala obec přímé spojení s Brnem; v současnosti se zde však nenachází žádná zastávka (zastávka zde byla a fungovala do šedesátých let minulého století, kdy s rozvojem MHD byl její význam pro dopravní obslužnost obce minimalizován). Brněnskými Ivanovicemi prochází liniemi ulic Kaštanová – Ivanovické náměstí – Tuřanská dopravně vysoce vytížená silnice, pokračující do sousedních Tuřan a dále směrem na Hodonín.